# Flauto Giocoso
Flauto Giocoso je hudební soubor hrající renesanční, barokní, klasickou hudbu a lidové písně. Vedoucí souboru je Blanka Vysloužilá. Soubor byl založen v říjnu 2005 a jejich repertoár obsahuje písně z Čech i jiných částí Evropy. Domovské zázemí jim poskytuje Kulturní centrum „12“. V roce 2007 soubor pořídil nahrávku části svého repertoáru, která vyšla na CD s názvem Vstupte.